# Caracara (nom vernaculaire)
Pour les articles homonymes, voir Caracara.
Taxons concernés
Plusieurs genres de Polyborinae
- Caracara
- Ibycter
- Milvago
- Phalcoboenus
- Daptriusmodifier

Sous le nom de Caracara, se trouvent regroupés cinq genres et onze espèces (dont une disparue) de rapaces diurnes de la famille des Falconidae.

## Liste desgenreset desespèces
- Daptrius
  - Daptrius ater – Caracara noir
- Ibycter
  - Ibycter americanus – Caracara à gorge rouge
- Phalcoboenus
  - Phalcoboenus carunculatus – Caracara caronculé
  - Phalcoboenus megalopterus – Caracara montagnard
  - Phalcoboenus albogularis – Caracara à gorge blanche
  - Phalcoboenus australis – Caracara austral
- Caracara
  - †Caracara lutosa – Caracara de Guadalupe
  - Caracara plancus – Caracara huppé
- Milvago
  - Milvago chimachima – Caracara à tête jaune
  - Milvago chimango – Caracara chimango

## Anecdote
Le Caracara du Nord est l'emblème du Mexique. Il est d'ailleurs présent sur le drapeau mexicain.

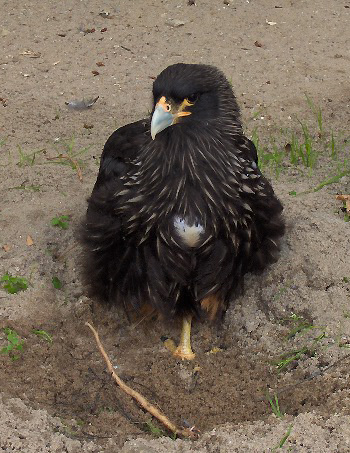
Caracara austral (Phalcoboenus australis)
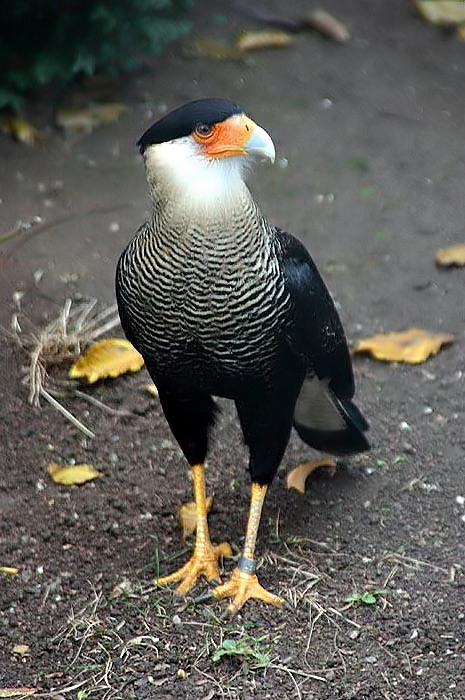
Caracara huppé (Caracara plancus)
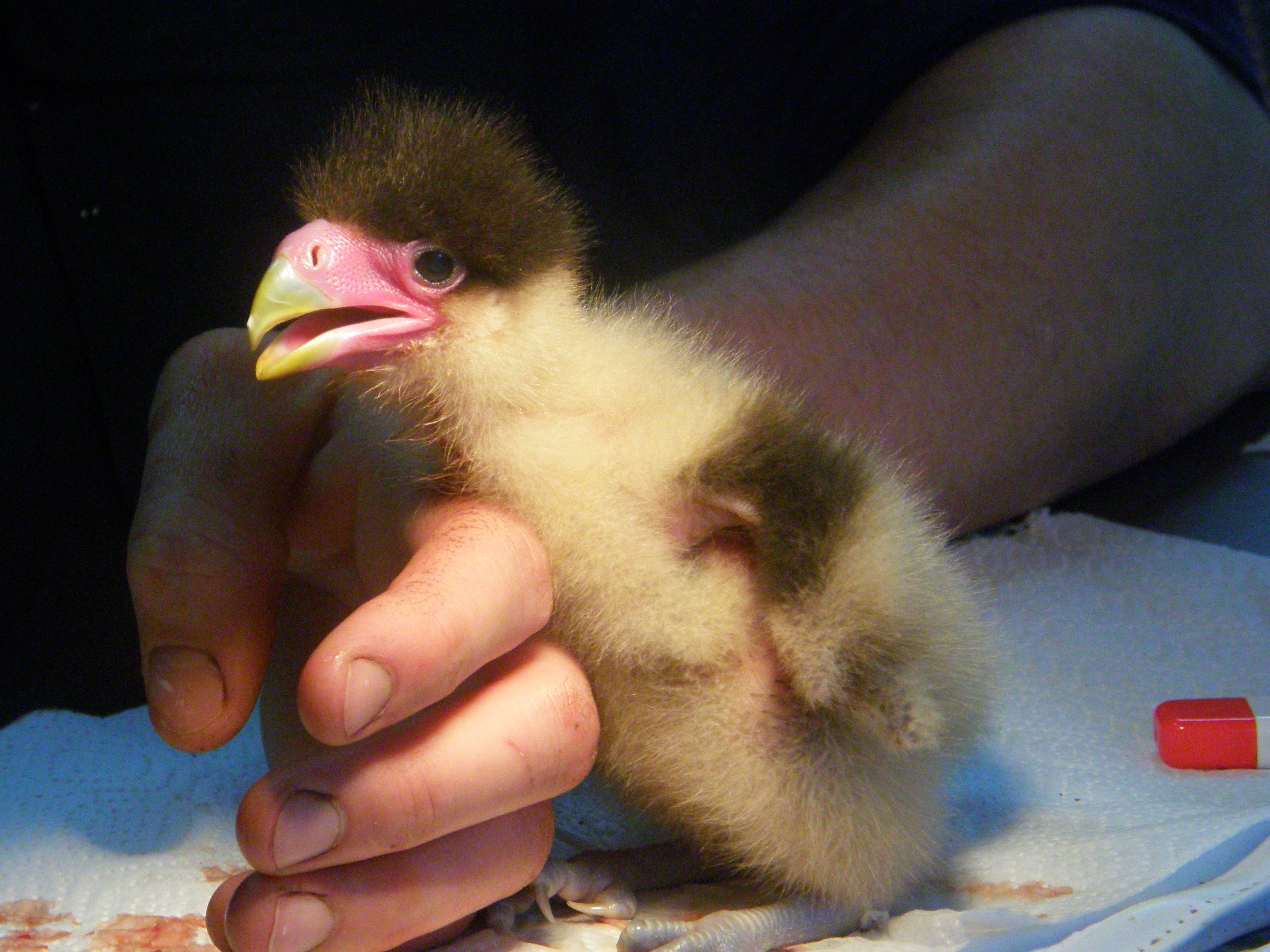
Un bébé caracara au ZooParc de Beauval.